# Biologická interakce
Biologické interakce či ekologické, případně mezidruhové vztahy označují způsob soužití mezi několika druhy organismů.
Rozlišují se nejčastěji tyto typy:
- negativní interakce
  - parazitismus – soužití výhodné pouze pro jednu stranu (parazit), pro druhou nevýhodné (hostitel), založené na dlouhodobém čerpání látek z hostitele
  - predace – konzumace jednoho biologického druhu (kořisti) druhým (predátorem)
  - konkurence, resp. kompetice – soutěž o stejné zdroje
  - alelopatie – nepřímá škodlivost, zejména vylučováním chemických látek

- pozitivní interakce
  - mutualismus – oboustranně výhodné soužití organizmů
  - komenzálismus – vztah pro jednu stranu výhodný (komenzál), pro druhou neutrální (hostitel), například saprofytismus, přiživování na zbytcích